# Parafia św. Józefa w Szpetalu Górnym
Parafia Świętego Józefa w Szpetalu Górnym – parafia rzymskokatolicka, znajdująca się w diecezji włocławskiej, w dekanacie szpetalskim. 